# Fantastična četvorka (2005.)
Fantastična četvorka (eng. Fantastic Four) je ZF film iz 2005. godine, temeljen na istoimenom stripu.

## Radnja
Film prikazuje doživljaje četvorice astronauta i astronautice koji tijekom eksperimenta u svemiru bivaju izloženi svemirskoj oluji; po povratku na Zemlju, očituju se simptomi njihove nesreće: svaki od njih poprima neku vrstu supermoći. Znanstvenik Reed Richards dobiva moć rastezanja tijela po volji, njegova kolegica Sue Storm može postati nevidljiva, njen brat Johnny postaje sposoban stvarati plamen tijelom, a pilot Ben Grimm, izložen radijaciji bez zaštite, postaje čovjek od kamena. Nakon što se njihove moći manifestiraju u javnosti, mediji ih nazivaju Fantastičnom četvorkom i dobivaju stripovska imena: Fantastični (Mr Fantastic), Nevidljiva djevojka (Invisible Girl), Ljudska buktinja (Human Torch) i Stvar (Thing). Tijelo petog astronauta izloženog radijaciji, zlokobnog Victora von Dooma, pretvara se u čvrstu organsko-metalnu leguru - on preuzima ime Dr Doom i služi kao glavni negativac filma.

## Glavne uloge
| Glumac          | Uloga (superjunak)                        | Uloga              |
| --------------- | ----------------------------------------- | ------------------ |
| Ioan Gruffud    | Fantastični (Mr. Fantastic)               | Reed Richards      |
| Jessica Alba    | Nevidljiva djevojka (The Invisible Woman) | Susan Storm        |
| Chris Evans     | Ljudska buktinja (Human Torch)            | Johnny Storm       |
| Michael Chiklis | Stvar (The Thing)                         | Ben Grimm          |
| Julian McMahon  | Doctor Doom                               | Dr Victor von Doom |

## Vanjske poveznice
- Službene stranice  Arhivirana inačica izvorne stranice od 24. studenoga 2015. (Wayback Machine)
- Fantastična četvorka u internetskoj bazi filmova IMDb-a